# Saint-Mézard
Saint-Mézard (gaskognisch: Sent Mesard) ist eine französische Gemeinde mit 247 Einwohnern (Stand 1. Januar 2022) im Département Gers in der Region Okzitanien (bis 2015 Midi-Pyrénées); sie gehört zum Arrondissement Condom und zum Gemeindeverband Lomagne Gersoise. Die Bewohner nennen sich Saint-Mézardais/Saint-Mézardaises.
Sie ist umgeben von den Nachbargemeinden Lamontjoie (im Département Lot-et-Garonne) im Norden, Pergain-Taillac im Norden und Nordosten, Sempesserre im Osten, Castéra-Lectourois im Südosten, Saint-Martin-de-Goyne und Larroque-Engalin im Süden sowie Pouy-Roquelaure im Westen.

## Bevölkerungsentwicklung
| Jahr                       | 1793 | 1846 | 1962 | 1968 | 1975 | 1982 | 1990 | 1999 | 2006 | 2011 | 2016 |
| Einwohner                  | 580  | 632  | 327  | 314  | 251  | 236  | 238  | 202  | 199  | 216  | 220  |
| Quellen: Cassini und INSEE |      |      |      |      |      |      |      |      |      |      |      |